# Nisaetus
Nisaetus Hodgson, 1836 è un genere di uccelli rapaci della famiglia Accipitridae.

## Tassonomia
Il genere comprende le seguenti specie, in precedenza attribuite al genere Spizaetus:
- Nisaetus cirrhatus (Gmelin, JF, 1788) - aquila dal ciuffo variabile
- Nisaetus floris (Hartert, 1898) - aquila dal ciuffo di Flores
- Nisaetus nipalensis Hodgson, 1836 - aquila dal ciuffo di Hodgson
- Nisaetus kelaarti (Legge, 1878) - aquila dal ciuffo di Legge
- Nisaetus alboniger Blyth, 1845 - aquila dal ciuffo di Blyth
- Nisaetus bartelsi (Stresemann, 1924) - aquila dal ciuffo di Giava
- Nisaetus lanceolatus (Temminck & Schlegel, 1844) - aquila dal ciuffo di Sulawesi
- Nisaetus philippensis (Gould, 1863) - aquila dal ciuffo delle Filippine
- Nisaetus pinskeri (Preleuthner & Gamauf, 1998) - aquila dal ciuffo di Pinsker
- Nisaetus nanus (Wallace, 1868) - aquila dal ciuffo di Wallace